# Plumigorgia wellsi
Plumigorgia wellsi är en korallart som beskrevs av Bayer 1955. Plumigorgia wellsi ingår i släktet Plumigorgia och familjen Ifalukellidae. Inga underarter finns listade i Catalogue of Life.